# Imad ul-Mulk

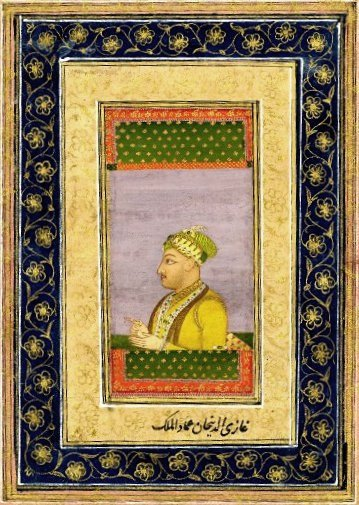

Ghaziuddin Khan Imad ul-Mulk (gestorben nach 1782) war Enkel des Nizams von Hyderabad und Wesir des indischen Mogulreiches.

## Leben
Ghaziuddin Khan lebte am Hof des Großmoguls in Delhi und hatte am 2. Juni 1754 Ahmad Schah mit marathischer Hilfe gestürzt und geblendet. Er hatte daraufhin sich selbst zum Premierminister (wazir-i mamalik) ernannt. Alamgir II. wurde 1754 mit Unterstützung von Imad ul-Mulk zum Mogul erhoben. Tatsächlich hielt Imad ul-Mulk die Regierungsgeschäfte in den Händen, während Alamgir II. als Marionettenherrscher seinen Palast nicht verlassen durfte. 1757 rückte der Afghane Ahmad Schah Durrani in Delhi ein. Imad ul-Mulk floh, doch Alamgir II. behielt sein Amt. Dem Streit zwischen Durranis Premierminister und Imad ul-Mulk, der sich mit den Marathen verbündet hatte, um nach Delhi zurückkehren zu können, stand er machtlos gegenüber. Am 29. November 1759 fiel er einem Mordanschlag Imad ul-Mulks zum Opfer. Nachfolger wurde zunächst Shah Jahan III., ein Urenkel Aurangzebs. Nachdem dieser bereits nach wenigen Monaten wieder abgesetzt wurde, wurde schließlich Alamgirs ältester Sohn Shah Alam II. der Nachfolger. Imad ul-Mulk floh aus Delhi und starb nach 1782 im Exil.